# Andrzej Kmicic
Andrzej Kmicic este cel mai bine cunoscut ca un personaj fictiv creat de Henryk Sienkiewicz. Kmicic apare în romanul Potopul (1886) al lui Sienkiewicz. Este un șleahtic tipic (nobil polono-lituanian) din Uniunea statală polono-lituaniană; indisciplinat, dar patriotic. Pe parcursul cărților Trilogiei, el se transformă dintr-un răufăcător într-un erou.
Traducerea Societății Copernic din 1991–1992 realizată de către W. S. Kuniczak numește personajul Andrei Kmita, mai degrabă decât Andrzej Kmicic.
Transformarea morală a lui Kmicic este similară cu transformarea prințului Roman din cartea lui Joseph Conrad.

## Origine
Este posibil ca nobilul Samuel Kmicic⁠(d) (n. între 1625 & 1630 –d. 1692) să fi fost prototipul lui Andrzej Kmicic. Cu toate acestea, prototipul literar propriu-zis al lui Kmicic și al tovarășilor săi a fost creat de Józef Ignacy Kraszewski în romanul Szaławiła (1870) în persoana cunoscutului aventurier Zbisław Wierzchowski și al tovarășilor acestuia. Unul dintre ei, cel mai apropiat prieten al său, Jan Żubr, seamănă cu Jaromir Kokosiński prin trăsăturile sale esențiale, iar ospățul lor bețiv din Żurów este o idee imitată în Potopul de Sienkiewicz cu festinul de la Lubicz. Aceste împrumuturi au fost deja semnalate de prof. Wincenty Danek.

## Biografie
În calitate de purtător de stindard al cetății Orșa, Andrzej Kmicic a fost un reprezentant caracteristic al nobilimii lituaniene a vremii, un descendent al unei familii nobiliare fost puternice din regiunea Smolensk, o familie ruinată de războaiele cu Cnezatul Moscovei și cunoscută pentru isprăvile sale militare.
La începutul romanului Potopul, când vine la Wodokty⁠(d), Šiauliai, unde locuiește Aleksandra Billewiczówna⁠(d), cu care urmează să se căsătorească conform voinței lui Herakliusz Billewicz, el apare ca un bătăuș și un bandit. Apoi slujește cu prințul Janusz Radziwiłł⁠(d), ale cărui intenții perfide le află doar după o conversație cu prințul Bogusław Radziwiłł. Kmicic, văzând trădarea celor doi Radziwiłł, a trecut de partea Confederaților și a lui Ioan Cazimir al II-lea. Apărându-și patria, și-a luat numele Babinicz de la orașul Babinicze⁠(d) aflat pe domeniul său, pentru că numele lui era marcat ca trădător. A luat parte la apărarea mănăstirii Jasna Góra (noiembrie 1655 – ianuarie 1656), unde a aruncat în aer cel mai mare Culverin⁠(d) suedez (un tip de tun medieval). Apoi s-a dus în Silezia la rege, unde l-a salvat pe Ioan Cazimir la întoarcerea sa în țară. El a participat la bătălia de la Prostki din 8 octombrie 1656, în care a condus tătarii din Crimeea care i-au sprijinit pe polonezi.

## Film și muzică
În filmul Obrona Częstochowy (1913, regizat de Edward Puchalski), personajul Kmicic a fost interpretat de Bronisław Oranowski. În filmul rus Potopul (Потоп) (1915, regizat de Piotr Ciardinin, Пётр Чардынин) Kmicic a fost interpretat de Ivan Mojukin, Иван Мозжухин. În adaptarea cinematografică Potopul (1974, regizat de Jerzy Hoffman), personajul a fost interpretat de Daniel Olbrychski.
Cântecul „Pan Kmicic” de Jacek Kaczmarski povestește despre acest personaj.